# Gronie (Półrzeczki)
Gronie – część wsi Półrzeczki w Polsce, położona w województwie małopolskim, w powiecie limanowskim, w gminie Dobra.
W latach 1975–1998 Gronie administracyjnie należały do województwa nowosądeckiego.
Gronie składają się z dwóch domostw wraz z zabudową gospodarczą. Podobnie jak Bulaki, znajdują się na samym końcu wsi. Położone jest na bardzo stromym, północno-wschodnim zboczu Kiczory (901 m) opadającym do doliny Łososiny, na wysokości ok. 800 m n.p.m.